# Креспино
Креспѝно (на италиански: Crespino на местен диалект: Crespìn, Креспин) е село и община в Северна Италия, провинция Ровиго, регион Венето. Разположено е на 3 m надморска височина. Населението на общината е 2031 души (към 2012 г.).